# Chiesa della Cattedra di San Pietro (Martellago)
La chiesa della cattedra di San Pietro è la chiesa arcipretale di Maerne, compresa nel vicariato di Mirano, della diocesi di Treviso.

## Storia

### Origini della chiesa

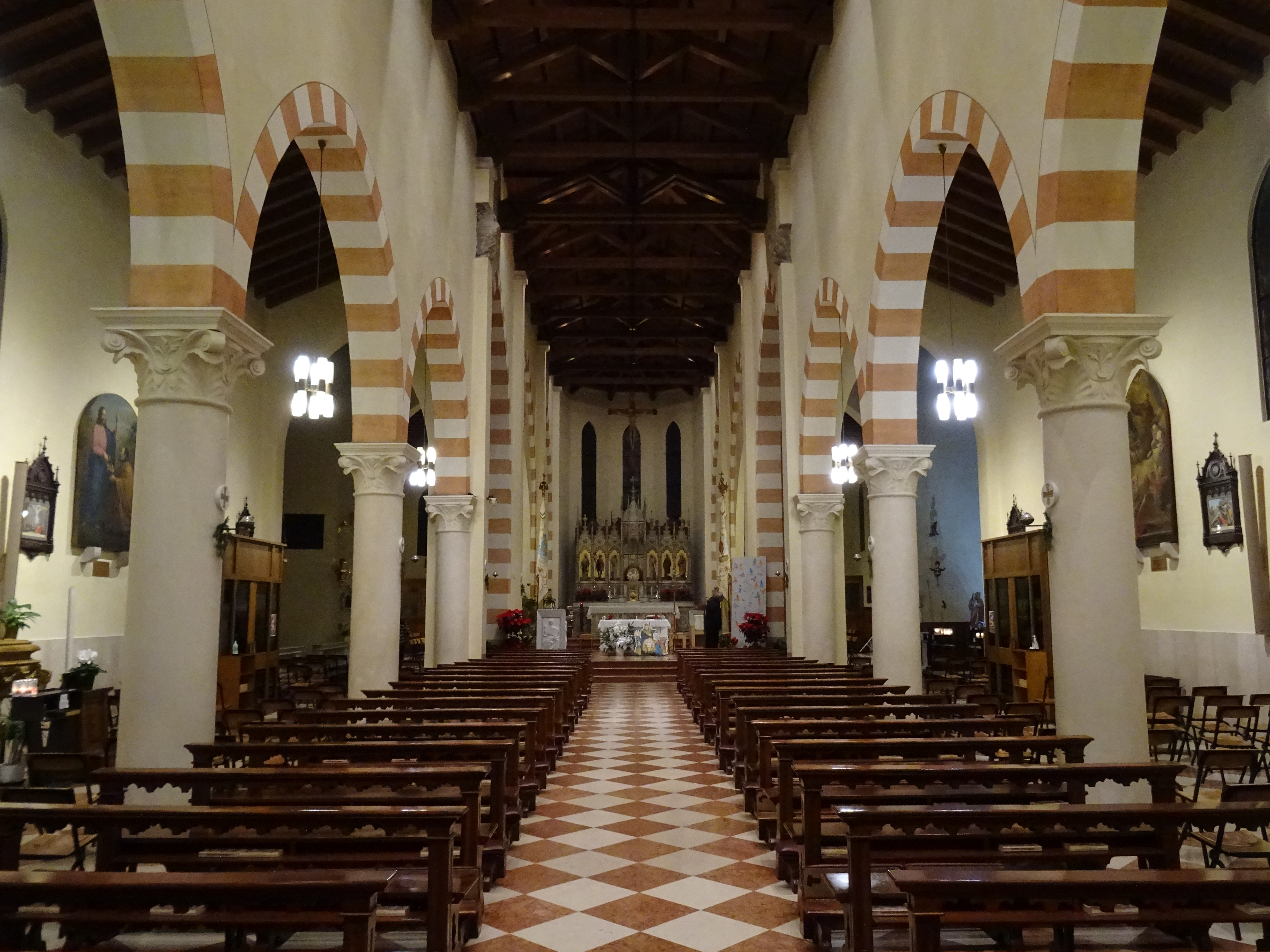
Interno

La località era già dipendente come cappella dalla pieve di Martellago verso il 1150, come indicato nella bolla papale di Eugenio III al vescovo di Treviso Bonifacio, che aveva qui suoi vassalli già dal 1178. Sono incerte però le notizie riguardanti la costruzione della prima chiesa: risulta sicuramente già presente in un documento di compravendita del 1218-20, tuttavia grazie a lavori di restauro e ampliamento avvenuti nel 1970, sono stati ritrovati reperti di un edificio antico risalente al XIII secolo in stile romanico, molto più piccolo del complesso moderno, con accesso rivolto ad oriente e più basso del piano stradale. È del 1297 il più antico rettore della chiesa che si conosca dai documenti: prete Pasquale. Nel 1351 i primi importanti lavori di rifacimento, fanno assumere a questo sito lo stile gotico, di cui rimane oggi solamente l'impianto della struttura centrale dell'attuale edificio. All'interno del plesso si rileva già da un testamento del 1371 la presenza di un altare di sant'Alberto e, dal successivo testamento di inizio Quattrocento di un notaio imperiale, l'esistenza di una cappella di san Pietro e di un altare di san Liberale il quale, grazie al lascito del defunto stesso, viene smantellato e sostituito da una cappella decorata, con un altare avente una pala in onore del santo. Nel 1498 la chiesa viene consacrata per la prima volta dall'arcivescovo di Corinto.
In seguito al concilio di Trento, si inizia la redazione del registro dei battesimi dal settembre 1584, a cui seguirà nel 1585 quello dei matrimoni, aggiungendo poi nell'ottobre 1602 quello dei defunti. Sempre grazie al concilio, la chiesa ottiene l'autonomia dalla matrice di Martellago nel 1561, anno in cui fu costruito il battistero in marmo bianco ancora oggi presente. Nel 1625 la chiesa, già dal XIII secolo chiamata san Pietro e da inizio Seicento san Pietro Apostolo, viene benedetta con il nome di San Pietro in Antiochia, assegnandone la festa il 29 giugno.

### La chiesa nel Settecento
Agli inizi del XVIII secolo viene solennemente inaugurato un nuovo altare maggiore scolpito dai maestri Giovanni Battista e Giuseppe Lucchesi, con quattro colonne in marmo africano di grande pregio; su questo altare si trovava una pala del 1420 attribuita ad un pittore fiammingo, raffigurante san Pietro in cattedra circondato dagli Apostoli, chiamata barba di san Pietro, tolta poi verso fine secolo e sostituita da una di disegno diverso fatta da Lattanzio Querena. Con l'arrivo di don Giovanni Antonio Pezza a metà Settecento, la chiesa subisce diversi lavori di restauro, ampliamento, e abbellimento alcuni dei quali visibili in parte ancora oggi: vengono ampliate ulteriormente le navate laterali, portando il tempio all'impianto che conserva ancora oggi; sul soffitto della navata centrale viene raffigurato Cristo che porge le chiavi a San Pietro, affrescato da Francesco Zugno, e vengono costruiti quattro altari laterali dedicati alla Madonna del Carmine, Antonio di Padova, Francesco d'Assisi e san Liberale. Nella zona del presbiterio viene costruita la sagrestia ed il nuovo pavimento del coro, che viene racchiuso da balaustre di marmo di Carrara (ora davanti al battistero); viene commissionato un organo a Moscatelli, che viene alloggiato in una cassa decorata posta sulla nuova cantoria costruita nella navata centrale. All'esterno, su disegno in stile romanico di Giacomo Patron, la facciata della chiesa viene cambiata e abbellita con marmi e statue e dipinta a scacchi bianchi e rossi.
Il 14 ottobre 1777 a conclusione dei lavori, per l'ottimo risultato raggiunto e per la condotta e i meriti del parroco, il vescovo Paolo Francesco Giustiniani dà alla chiesa il titolo di arcipretale.

### La rifabbrica dell'Ottocento

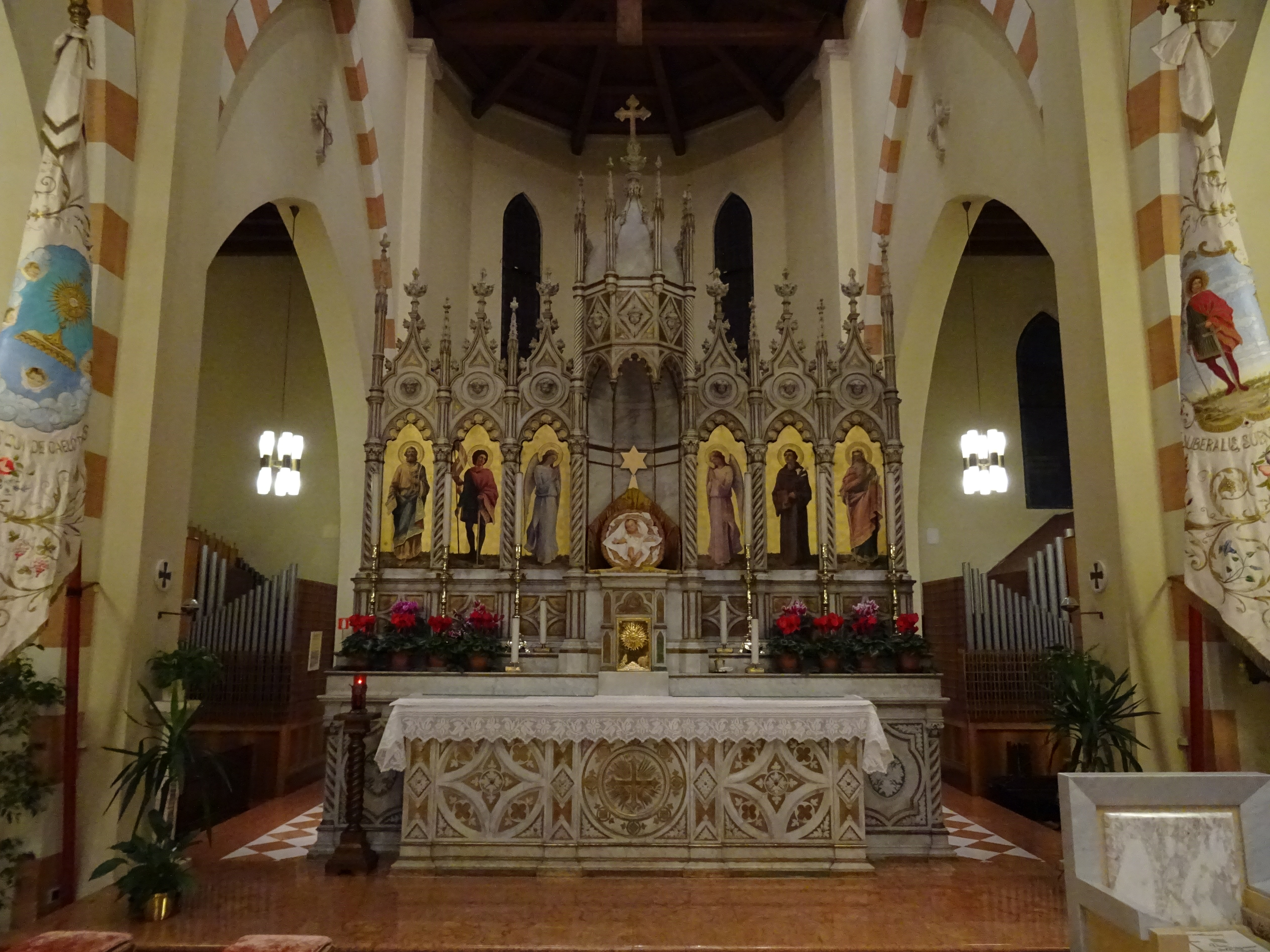
L'altare

Qualche decennio dopo gli ultimi lavori di modifica, con l'arrivo di don Giovanni Battista Crotti la chiesa subisce dal 1844, su disegno e ritrovamenti gotici del parroco e del cappellano, un'altra serie di restauri ed ampliamenti, che la portano ad assumere un aspetto neogotico: viene ampliato verso ovest il coro che viene terminato con un'abside, e vengono ricostruite le due sagrestie ai suoi lati; l'altare viene privato della pala del Querena, e delle colonne in marmo africano, utilizzate per i quattro altari laterali rimasti inalterati; vengono costruiti i dossali sulle pareti del coro, assieme ai banchi, al pulpito, e un'edicola in marmo di Carrara per il battistero e create due cappelle laterali ad arco acuto nella vecchia zona del presbiterio, in cui sono collocati il nuovo altare di san Pietro a destra con la pala del Querena, e a sinistra un nuovo altare a sant'Alfonso Maria de' Liguori con pala di Domenico Vicari; queste insieme al nuovo coro, vengono ad essere più alte del resto dell'edificio, creando così uno scompenso estetico ed architettonico sia interno che esterno. Nel 1850 la facciata viene ad assumerte l'aspetto odierno. Nel 1851 venne costruito il prezioso organo Bazzani con relativa cantoria in disegno neogotico. La chiesa viene riconsacrata dal vescovo Giovanni Antonio Farina il 26 ottobre 1851.

### XX e XXI secolo
Quest'ultima situazione rimane stabile, a parte nel 1954 la sostituzione del soffitto con l'affresco cadente dello Zugno a favore di uno a cassettoni, ed alcune modifiche per adeguarsi alle esigenze liturgiche postconciliari quali lo spostamento del battistero nel transetto cornu evangeli e la rimozione degli altari laterali, fino a quando nel 1968 l'Arciprete don Antonio Berti su progetto dell'architetto Fontana, decide un totale risanamento e un ulteriore ampliamento dell'edificio, con i quali la chiesa riceve notevoli modifiche interne ed esterne, tra le quali un ulteriore prolungamento ed apertura della parte absidale della chiesa, come tuttora possiamo vedere, e l'innalzamento del resto del tempio a misura del coro e della crociera. Nel 2006, dopo un ultimo intervento al presbiterio ed alcuni abbellimenti e restauri portati a termine da don Giorgio Piva, il tempio viene ridedicato l'11 novembre dall'allora vescovo di Treviso Andrea Bruno Mazzocato.

## Descrizione

### Esterno
La facciata in marmorino di stile neogotico, costruita nel 1850, si presenta a tre salienti con due contrafforti centrali e due laterali, un unico portale d'ingresso strombato ad arco acuto, terminante con arco inflesso, al cui centro vi è una lunetta dipinta da Domenico Vicari raffigurante Cristo che porge le chiavi del 1851 (ora benedicente). Vi sono inoltre due finestre laterali strombate ad arco acuto, ed un rosone centrale anch'esso strombato, il tutto sormontato da cinque edicole contenenti le statue di San Pietro, San Paolo, San Liberale, San Maria, e Sant'Antonio. Tutti questi elementi sono decorati bicromi in marmorino e rosso di Verona.

### Interno
Prima dei lavori di ampliamento degli anni sessanta-settanta, l'edificio si presentava con un soffitto a cassettoni nella navata centrale, una volta a crociera sopra la parte centrale del transetto, ed un palese stile neogotico nel presbiterio, nel coro ligneo, così come altre parti del tempio quali ad esempio gli altari o il pulpito; vi erano inoltre sopra le colonne, decorate in finto marmo, figuravano medaglioni con figure di santi.
Oggi l'edificio si presenta internamente spoglio di qualsiasi decoro parietale pittorico, ligneo o marmoreo, eccetto le decorazioni bicrome rosso e bianco delle arcate centrali; il soffitto mostra direttamente le capriate del tetto.
Unici elementi superstiti sono l'altare maggiore, la ottocentesca Via Crucis, le pale degli altari laterali, i confessionali, l'edicola del battistero (ora capitello mariano all'esterno), e il pulpito ora altare della Madonna nel transetto di destra.

#### Altare Maggiore
Fatto nel 1900 in marmo bianco di Carrara da Pietro Longo di Venezia, si presenta in stile neogotico con alta nicchia centrale, e ai lati di questa vi sono 6 pale di Antonio Beni raffiguranti i santi Pietro, Liberale, Antonio da Padova, Paolo, e due angeli.
La mensa coram populo, antistante, si presenta in marmo bianco. Ottenuta con i paliotti dei vecchi altari laterali, è stata eretta nel 2006. L'ambone anch'esso in marmo bianco, è di fattura recente e ha davanti un bassorilievo raffigurante Cristo benedicente.

#### Battistero
Vasca in marmo scolpita nell'anno 1561, viene creata dopo che la chiesa ottiene l'autonomia dalla matrice di Martellago. Posta nell'ala sinistra del transetto e racchiusa davanti da due balaustre marmoree, presenta tre stemmi, bassorilievi di teste di putti, festoni e frutti, e termina con quattro zampe animali poggianti su un piedistallo quadrato recante la data di costruzione. Vi sono inoltre quattro cartigli con iscrizioni recanti le seguenti frasi:
Alle spalle del battistero inoltre, si trova la pala Beata Vergine Concetta, San Giovanni Battista e Sant'Alfonso Maria de' Liguori di Domenico Vicari del 1847.

#### Navata sinistra
Sono qui presenti tre tele:
- Consegna delle chiavi a San Pietro di Lattanzio Querena, 1799. È l'ultima opera superstite dell'altare maggiore precedente a quello novecentesco, e sostituta dell'antica pala del 1420. Fino agli anni sessanta stava nell'abside destra del transetto e aveva una sua mensa.
- Madonna del Carmine con San Giuseppe e San Vincenzo de' Paoli di Francesco Maggiotto, 1775.
- Sant'Antonio da Padova riceve il Bambino Gesù di Francesco Maggiotto, 1793[21].

#### Navata destra
Sono qui presenti due tele:
- San Francesco d'Assisi, San Girolamo Dottore e San Luigi Gonzaga di autore ignoto, 1750.
- San Liberale, San Giovanni Evangelista e San Giacomo Apostolo di autore ignoto, 1934. È l'ultima parte superstite dell'altare dedicato alla mansioneria di San Liberale, che precedentemente aveva una pala di Francesco Zugno sostituita a causa dell'alto deperimento[21].

#### Organi a canne

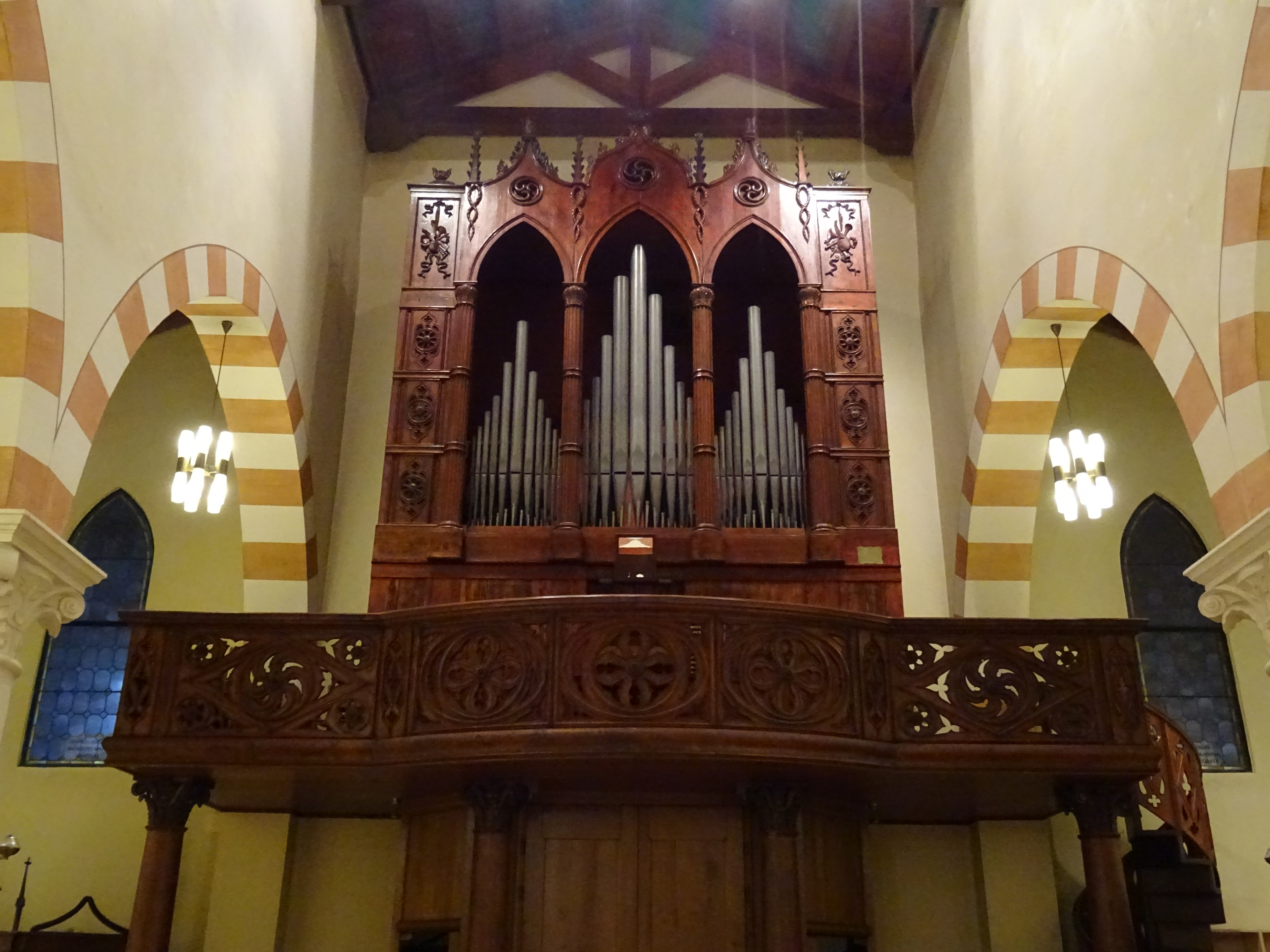
Facciata dell'organo Bazzani.

Si hanno notizie della presenza di organi nella chiesa fin dal XVII secolo, in quanto nel 1603 viene acquistato un "organetto", di autore ignoto, da parte della Scuola del Santissimo. Non vi sono altre notizie dello stesso riguardanti manutenzione, possibile vendita o demolizione.
Nuove notizie degli organi si hanno quando, nel 1768, ne viene costruito uno nuovo da Nicolò Moscatelli, allievo del Nacchini. Questo organo fu soggetto di numerose revisioni fino a quando, alla metà dell'Ottocento, con i lavori di rifabbrica della chiesa viene sostituito dal Bazzani tutt'oggi esistente. Alcune fonti storiche affermano che l'organo settecentesco è stato ceduto verso il 1887 alla parrocchia di Vallà di Riese Pio X dove è ancora oggi presente, accreditando così la paternità a Moscatelli e la provenienza a Maerne.
Ultimati i lavori di rifabbrica ottocenteschi, viene incaricata la ditta Bazzani di Venezia per la sostituzione dell'organo settecentesco. Il nuovo strumento, viene inaugurato il 26 ottobre 1851 durante la cerimonia di riconsacrazione della chiesa officiata dal vescovo Giovanni Antonio Farina. L'organo è collocato in controfacciata ed è racchiuso in una cassa neogotica finemente intarsiata, così come il parapetto della cantoria. Questo nuovo strumento subisce nel corso degli anni molteplici interventi di manutenzione e restauro, non sempre eccellenti, fino all'intervento da parte della casa organaria Tamburini di Crema nel 1970, che ha trasportato l'intero strumento dietro l'altare maggiore e aggiunto ad esso due corpi d'organo (positivo aperto ed recitativo-espressivo), il tutto controllato da un'unica consolle a tre tastiere atta così a soddisfare le esigenze anche concertistiche. Questa sistemazione ha peggiorato la resa fonica e timbrica dell'antico strumento, tanto che negli anni novanta il Bazzani è stato separato, reso indipendente e riportato nella sua vecchia cantoria ricomposta per l'occasione, mentre i restanti corpi sonori sono rimasti nell'abside a comporre l'organo corale Tamburini (opus 637).
L'organo ha un'unica tastiera spezzata di 52 tasti (Do1 - Sol5) con prima ottava corta, divisione Bassi-Soprani Do#3 – Re3, una pedaliera scavezza a leggìo di 17 pedali Do1 – Sol#2, più due per Terzamano e Tamburo; la sua trasmissione è integralmente meccanica

### Campanile

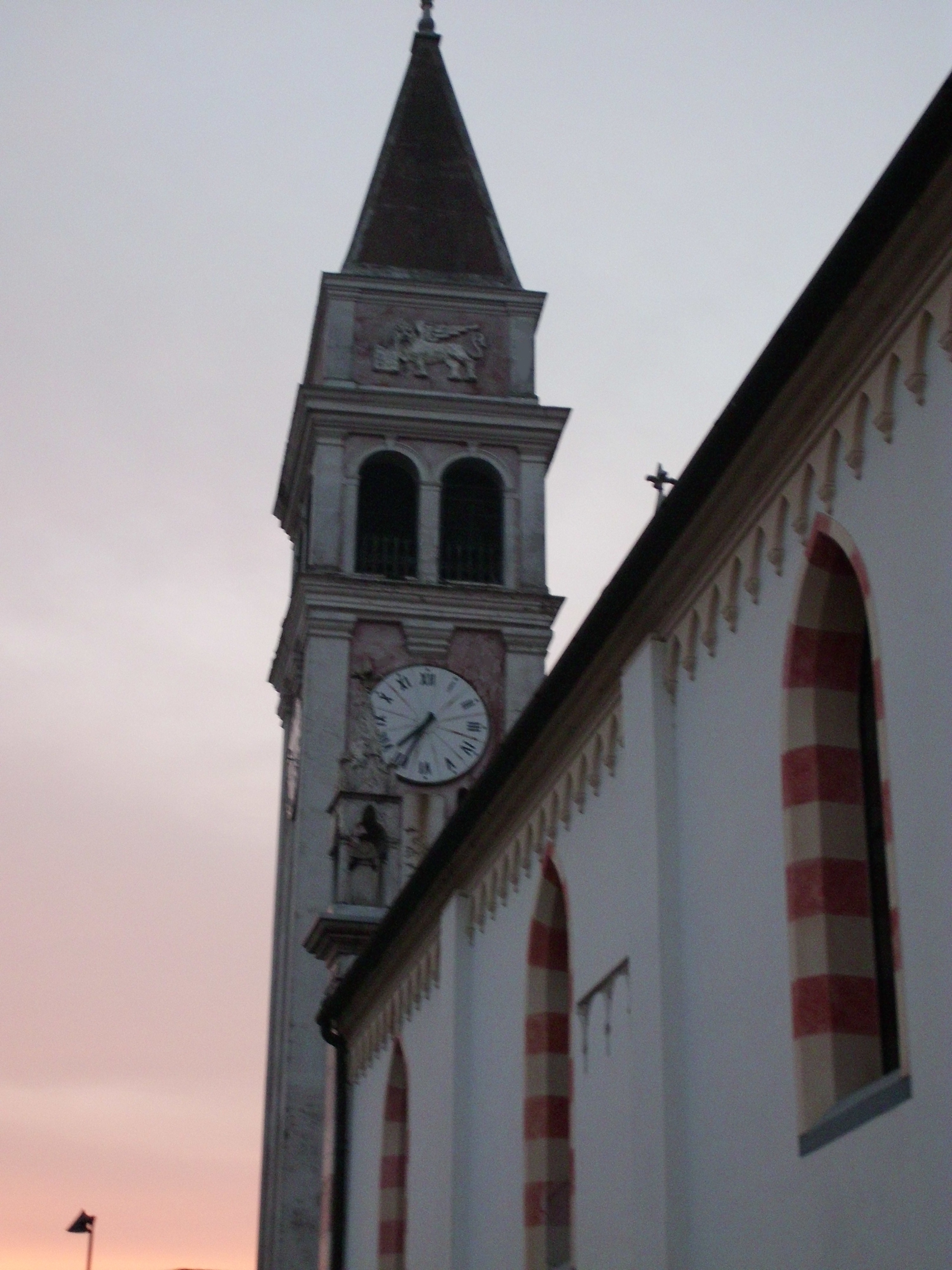
Il campanile visto da est.

Il campanile, antica torre di vedetta del paese, viene costruito nell'ottobre del 1394, essendo rettore prete Goniberto o Gomberto; subisce interventi di restauro o di riparazione tra il XVII e il XIX secolo, e infine nel 1974 ne viene elettrificata la cella campanaria.
Sono presenti tre campane del 1807 ed un campanello del 1819 che provengono dalla fonderia Colbachini di Bassano del Grappa. Le prime tre sono il risultato della fusione delle due precedenti campane presenti, con l'aggiunta di altro materiale, e sono denominate Santa la grande, Maria la media e Maddalena la piccola.

## Mansionerie e scuole
Il 23 giugno del 1438 viene istituita la Mansioneria di san Liberale prima istituzione della chiesa e della diocesi di Treviso, voluta dal notaio imperiale Sebastiano Bonaccorsi da Soligo. Nel 1467 viene istituita la Mansioneria dei SS. Girolamo e Francesco, voluta da prete Francesco de' Zaninassi.
Le scuole che si rilevano dalle visite pastorali ed alcuni testamenti sono del SS. Sacramento e della Madonna.